# Takashi Kitano
Takashi Kitano (født 4. oktober 1982) er en japansk fodboldspiller, som spiller for den japanske fodboldklub Gainare Tottori.